# Luigi Dorigo

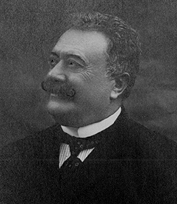
Luigi Dorigo

Luigi Egidio Dorigo (Verona, 25 november 1850 – aldaar, 10 december 1927) was een advocaat en senator in het koninkrijk Italië van 1913 tot zijn overlijden.

## Levensloop

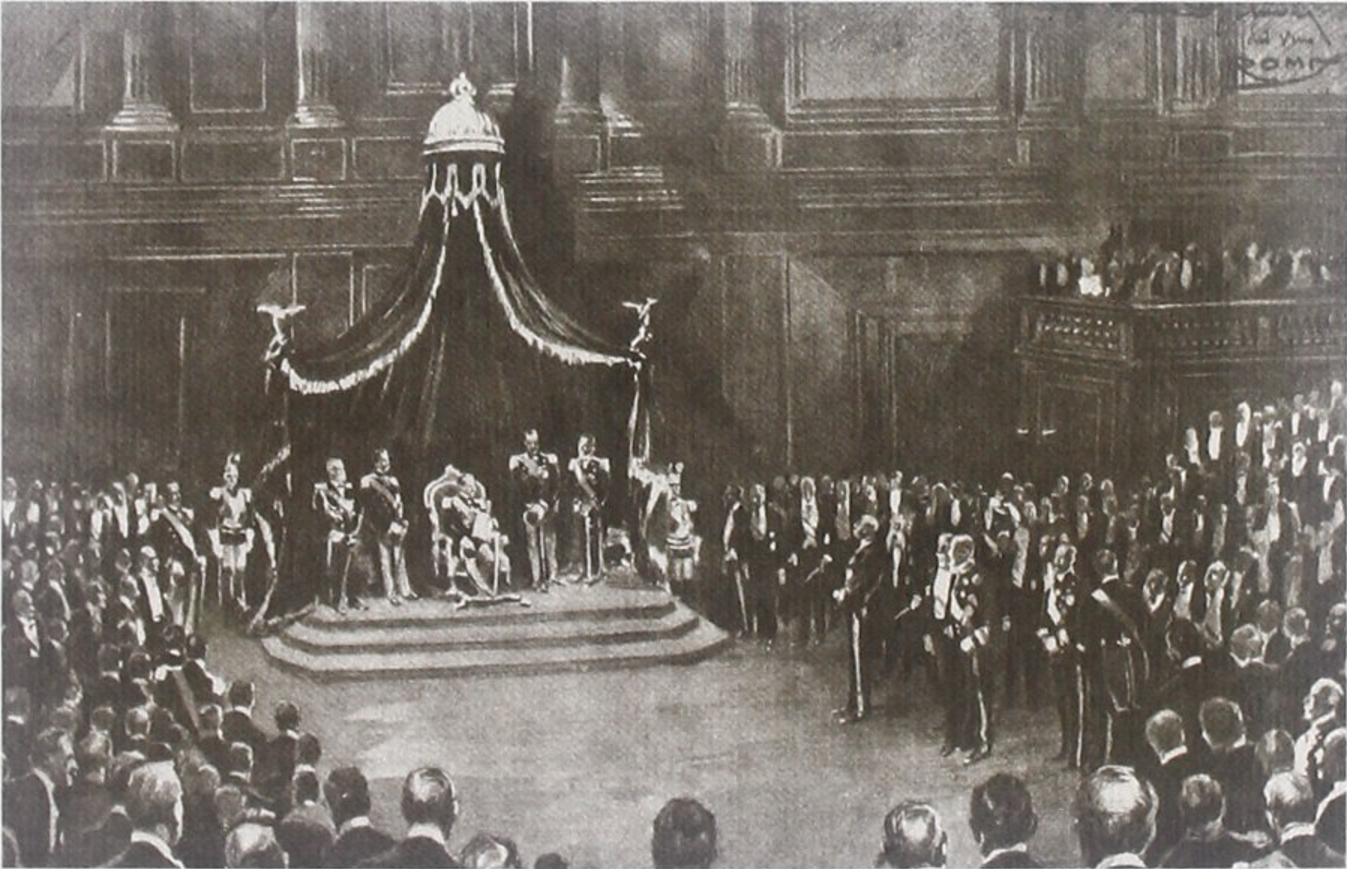
Koning Victor Emanuel III opende het parlementair jaar in de Senaat (1913)

Dorigo startte zijn carrière als advocaat in zijn geboortestad. Later werd hij de deken van de Orde in Verona. Via de gemeentepolitiek (1896-1907) geraakte hij in de politiek van de provincie Verona. Hij zat de provincieraad voor (1904-1918). 
In 1904 braken er rellen uit aan de universiteit van Innsbruck in het keizerrijk Oostenrijk; de rellen viseerde Italiaanstalige studenten. Als patriot steunde Dorigo de Italiaanstalige studenten in Oostenrijk. Een jaar later weigerde hij uit protest een ereteken van de Oostenrijkers (1905). Dit ereteken was hem geschonken omdat de provincie Verona zich ingespannen had de Oostenrijkse soldaten te gedenken in het ossuarium op het voormalige slagveld.
In de senaat in Rome zetelde hij vanaf 1913. Na de Eerste Wereldoorlog was Dorigo werkzaam in een senaatscommissie die de heropbouw en hulp aan de bevolking onderzocht. 
Dorigo was commandeur in de Orde van de Italiaanse Kroon.